# Eremaphanta iranica
Eremaphanta iranica är en biart som beskrevs av Schwammberger 1971. Eremaphanta iranica ingår i släktet Eremaphanta och familjen sommarbin. Inga underarter finns listade i Catalogue of Life.